# Wapen van Bleiswijk

Wapen van Bleiswijk

Het wapen van Bleiswijk werd op 24 juli 1816 aan de Zuid-Hollandse gemeente Bleiswijk in gebruik bevestigd. De gemeente is op 1 januari 2007 opgegaan in de gemeente Lansingerland. Het wapen van Bleiswijk is daardoor komen te vervallen. In het wapen van Lansingerland is een rode ruit uit het wapen van Bleiswijk opgenomen.. 

## Blazoenering
De blazoenering van het wapen luidde als volgt:
Parti, het eerste gecoupeerd, waarvan het bovenste van zilver met 7 lozanjes van keel, staande 4 en 3, en het tweede van zilver beladen met 3 ballen van sabel; het tweede parti van goud beladen met een dubbelden arend van sabel, gekroond van goud.
Het schild is verticaal gedeeld. Het heraldisch rechtse, dus voor de toeschouwer linkse deel, is horizontaal doorsneden. Bovenin staan zeven rode ruiten in twee rijen van 4 resp. 3 op een zilveren veld. Onderin staan drie zwarte ballen op een zilveren veld. Het heraldisch linkse deel is van goud met daarop een zwarte dubbelkoppige adelaar met een gouden kroon. De heraldische kleuren zijn zilver (wit), keel (rood), sabel (zwart) en goud (geel). Eigenlijk is het een raadselwapen: de kleuren zijn niet volgens de heraldische regels gebruikt. Zilver en goud mogen niet naast elkaar worden gebruikt en een gouden kroon op een eveneens gouden ondergrond is ook tegen de regels.

## Geschiedenis
De arend is vermoedelijk de Duitse rijksadelaar. De Hoge heerlijkheid Bleiswijk was ooit in bezit van de graven van Holland, die opgevolgd werden door de Duitse keizers. De drie ballen zijn waarschijnlijk afkomstig uit het dorpswapen en de oorsprong van de ruiten is onbekend. Het wapen wordt, in iets andere kleuren, al vermeld in het achttiende-eeuwse manuscript Beelaerts van Blokland. 

## Verwante wapens

Het wapen van Lansingerland
Heerlijkheidswapen in andere kleurstelling